# Kanton Blain
Blain is een kanton van het Franse departement Loire-Atlantique. Het kanton maakt deel uit van de arrondissementen Châteaubriant-Ancenis (3) Nantes (3) en Saint-Nazaire (8).

## Gemeenten
Het kanton Blain omvatte tot 2014 de volgende 5 gemeenten:
- Blain (hoofdplaats)
- Bouvron
- Fay-de-Bretagne
- Le Gâvre
- Notre-Dame-des-Landes

Na de herindeling van de kantons door het decreet van 25 februari 2014, met uitwerking op 22 maart 2015, omvat het kanton volgende 14 gemeenten:
- Blain (hoofdplaats)
- Bouée
- Bouvron
- Campbon
- La Chapelle-Launay
- Cordemais
- Le Gâvre
- Lavau-sur-Loire
- Malville
- Prinquiau
- Quilly
- Saint-Étienne-de-Montluc
- Savenay
- Le Temple-de-Bretagne